# Еремсек
Еремчек, еремсек — традиційний молочний продукт  татарської і  башкирської кухні.

## Загальна технологія
Еремсек готують із знежиреного або незбираного закислого або заквашеного коров'ячого або козячого  молока. В молоко додають трохи закваски з айрану, катика чи  пахти і доводять до кипіння.
Отриману сирну масу проціджують через сито і підвішують в полотняному мішку або кладуть під гніт.
Еремсек також готують в печі з кислого, топленого або свіжого молока.
Сухий еремсек для тривалого зберігання готують наступним чином: сирнисту масу кип'ятять поки волога повністю не випарується. В сир червонуватого відтінку, що отримали, додають свіже або топлене масло, цукор або мед, в окремих районах Башкирії — підмішують полуницю, суницю, черемху (муйыллы эремсек), смородину (ҡарағатлы эремсек), вишню (сейәле эремсек) і ін.
Перед подачею на стіл еремсек заправляють сметаною, вершками, медом, цукром. Використовують як начинку при приготуванні  вареників (ҡаҙан ҡолағи, ҡаҙан тәкәне), губадії,  кистибия та ін.
Масова частка жиру в продукті — 20,0 %, вологи — 18,0 %, білка — 16,8 %, вуглеводів — 40,3 %. Кислотність не більше — 80oT. Енергетична цінність — 400,4 ккал.